# Hypothyris occulta
Hypothyris occulta är en fjärilsart som beskrevs av Richard Haensch 1903. Hypothyris occulta ingår i släktet Hypothyris och familjen praktfjärilar. Inga underarter finns listade i Catalogue of Life.